# Desiderio Arenas Aguiar
Desiderio Segundo Arenas Aguiar (Valparaíso, 9 de abril de 1912-Santiago, 19 de febrero de 1991) fue un químico farmacéutico y político chileno.

## Biografía
Nació en Valparaíso, hijo de Desiderio Arenas y Guadalupe Aguiar.
Estudió en el Liceo de Valparaíso y en la Facultad de Química y Farmacia de la Universidad de Chile. Recibió su título de químico farmacéutico en 1936; su tesis se denominó Breve estudio sobre la legislación farmacéutica y en especial sobre el artículo 222 del Código Sanitario. Fue ayudante académico de las cátedras de Bacteriología e Higiene; Farmacia; Química y Química Analítica, en la Escuela de Química y Farmacia de la Universidad de Chile.
Se casó en Santiago, el año 1949, con Lucy Charlín Díaz y tuvieron un hijo.
Desde 1937, trabajó en el Departamento de Control de Precios de Drogas del Ministerio de Salubridad como inspector 2.º farmacéutico, y luego como inspector 1.º; además, fue asesor técnico, jefe provincial, inspector general y jefe del Departamento. Fue consejero del Servicio de Seguro Social, y director del Laboratorio Chile. Fue miembro del Colegio de Farmacéuticos de Chile y en 1950, director de este.

## Carrera política
Militó en el Partido Radical, partido en que fue presidente provincial nacional de la Juventud Radical, presidente de la Convención Nacional de 1941, y tesorero de la Junta Central Radical. Junto con Domingo y Julio Durán, en 1941, idearon la letra y música del himno oficial de la Juventud Radical de Chile.
Fue elegido diputado por la Séptima Agrupación Departamental "Santiago", Primer Distrito, por el período 1949-1953; fue diputado reemplazante en la Comisión Permanente de Educación Pública, en la de Hacienda y en la de Agricultura y Colonización; e integró la Comisión Permanente de Asistencia Médico-Social e Higiene.

## Masonería
Fue iniciado en la R. L. Deber y Constancia N.º 7 de Santiago, de la cual fue su Venerable Maestro, en 1980 fue electo Gran Primer Vigilante de la Gran Logia de Chile y Entre 1984 y 1989 ocupó el cargo de Soberano Gran Comendador del Supremo Consejo del Grado XXXIII para Chile.